# 최유정 (가수)
최유정(1999년 11월 12일 ~ )은 대한민국의 걸 그룹 위키미키의 메인래퍼, 메인댄서를 맡고있다. 엠넷에서 주관한 서바이벌 프로그램 《PRODUCE 101》에 출연하여 최종순위 11명 중, 3등으로 걸 그룹 I.O.I의 멤버가 되었다.

## 활동
2016년 엠넷에서 주관한 서바이벌 프로그램 PRODUCE 101에 출연해 최종 3위의 순위로 최종 11인에 들어 프로젝트 걸그룹 아이오아이의 멤버로 활동했다. 아이오아이의 멤버들 중 키가 가장 작았다. 2017년 1월 아이오아이 활동 종료 후 김도연과 함께 소속사인 판타지오로 돌아가 2017년 8월에 8인조 걸 그룹 위키미키로 재데뷔하였다. 2018년 6월 위키미키 김도연과 우주소녀의 멤버 설아, 루다와 함께 프로젝트 걸 그룹 우주미키로 활동했다.

## 학력
- 인창초등학교(졸업)
- 구리여자중학교(졸업)
- 서울공연예술고등학교(실용무용과졸업)

## 음반 활동

### 콜라보레이션
- 2016년 디지털 싱글 '꽃, 바람 그리고 너' - (with 김청하, 기희현, 전소미)
- 2016년 골든탬버린 메인테마곡 '흥망성쇠' - (with 조권, 유세윤, 심형탁)
- 2022년 디지털 싱글 '쑥맥 (feat. 최유정 (Weki Meki))' - 부끄뚱

## 출연 작품

### 텔레비전 프로그램
- 2016년 Mnet 《PRODUCE 101》 - 참가자
- 2016년 ~ 2017년 Mnet 《골든탬버린》 - 진행
- 2017년 Mnet 《Dodaeng's Diary in LA》
- 2017년 Mnet 《엠카운트다운》 - 스페셜 MC
- 2017년 MBC 《미스터리 음악쇼 복면가왕》 - 오늘의 럭키걸 네잎클로버 (참가자)
- 2018년 MBC 《미스터리 음악쇼 복면가왕》 - 패널 출연
- 2018년 JTBC4 《비밀언니》 - 출연
- 2018년 MBC 《배틀 트립》- 게스트
- 2019년 JTBC4 《마이 매드 뷰티 3》 - 진행
- 2019년 Olive 《수요미식회》- 게스트
- 2019년 MBC 《가시나들》
- 2019년 SBS 《격조식당》- 개업VIP
- 2019년 MBC every1 《대한외국인》- 게스트
- 2019년 tvN 《V-1》 - 참가자
- 2019년 tvN 《슈퍼히어러》
- 2020년 SBS 《런닝맨》- 500회 4월 26일 방송 - 게스트 with 윤보미, 박초롱, 이미주, 청하
- 2020년 MBC 《미스터리 음악쇼 복면가왕》 - 전 갈 수 있어요 가왕자리 전갈자리 (재참가자)
- 2020년 카카오 TV 《내꿈은 라이언》- 게스트
- 2021년 MBC every1 《빵에 진심인 편》 - 진행
- 2021년 tvN 《놀라운 토요일》- 게스트
- 2021년 MBC 《오프 더 레코드》 - 진행
- 2022, 2023년 SBS 《꼬리에 꼬리를 무는 그날 이야기》
- 2023년 KBS2 《배틀트립2》- 게스트 (2023년 4월 15일,22일 MZ 수학여행특집)

### 드라마
- 2015년 웹드라마, MBC every1 《투 비 컨티뉴드》 - 여고생 역
- 2017년 웹드라마 《아이돌 권한대행》 - 유정 역
- 2020년 웹드라마, tvN D STORY 《캐스트:인싸전성시대》 - 유경 역
- 2020년 웹드라마, Seezn 《솔로 말고 멜로》 - 봉주이 역
- 2023년 티빙 《소리사탕-나를 채우는 너의 소리》 - 고채린 역

### 영화
- 2025년 《백수아파트》 - 샛별 역

### 웹 예능
- 2020년 카카오TV 《내 꿈은 라이언》 - 교생 (1~4회)
- 2021년 스튜디오 와플 《예나는 동물탐정》 - 보조탐정 (9회)

### 뮤직비디오
| 연도 | 가수     | 노래               |
| ---- | -------- | ------------------ |
| 2016 | 아스트로 | 숨가빠(Breathless) |

### 광고
| 연도      | 기업명                           | 제품명                            | 종류            | 공동 출연                                     |
| --------- | -------------------------------- | --------------------------------- | --------------- | --------------------------------------------- |
| 2016      | 웅진식품                         | 하늘보리 아이스 스파클링          | 음료            | 아이오아이                                    |
| 2016      | 넷마블게임즈                     | 백발백중 for Kakao                | 모바일게임      | 아이오아이                                    |
| 2016      | 넷마블게임즈                     | 스톤에이지                        | 모바일게임      | 아이오아이                                    |
| 2016      | SK텔레콤                         | SK텔레콤 연결의 토닥토닥: 소녀 편 | 통신사          | 아이오아이                                    |
| 2016      | 아모레퍼시픽                     | 에뛰드하우스                      | 화장품          | 아이오아이                                    |
| 2016      | CJ제일제당                       | 쁘띠첼 스윗푸딩, 쁘띠첼 에끌레어  | 디저트          | 아이오아이                                    |
| 2016      | 이베이코리아                     | 옥션                              | 쇼핑몰          | 아이오아이                                    |
| 2016      | 이베이코리아                     | G마켓X배스킨라빈스 31             | 쇼핑몰          | 콜라보 광고                                   |
| 2016      | 만화전문플랫폼                   | 코미카 엔터테인먼트               | 웹툰            |                                               |
| 2016      | 팔도                             | 왕뚜껑                            | 컵라면          | 아이오아이                                    |
| 2016      | (주)에리트 베이직(현 형지엘리트) | 엘리트 학생복                     | 교복            | 아이오아이                                    |
| 2016      | (주)브랜드 인덱스                | 팬콧                              | 캐주얼 의류     | 아이오아이                                    |
| 2016~2017 | (주)패션그룹형지                 | 엘리트학생복                      | 교복            | 아이오아이                                    |
| 2016~2017 | KB국민은행                       | KB국민은행 Liiv                   | 디지털플랫폼    | 아이오아이(2016) 2017년부터 김도연과 재계약함 |
| 2017      | SF글로비즈                       | 블루마운틴                        | 슈즈            | 공명, 차은우, 김도연                          |
| 2017      | 쌤소나이트 코리아                | 아메리칸 투어리스터               | 여행가방 브랜드 | 김도연                                        |
| 2017      | 립톤                             | 립톤 아이스티 스틱                | 음료            |                                               |
| 2017      | 롯데하이마트                     | 롯데하이마트 : 전국동시세일 편    | 가전/유통       | 김도연                                        |
| 2018~2019 | KB국민은행                       | KB청춘마루                        | 복합문화공간    | 김도연                                        |
| 2019      | 바이트댄스                       | 틱톡                              | 어플            | 차은우                                        |
| 2020~2021 | 넥슨                             | FIFA 온라인 4                     | 게임            | 김도연                                        |
| 2021      | 허쉬                             | 허쉬 초콜릿                       | 초콜릿          |                                               |